# Palazzo Comunale (Siena)

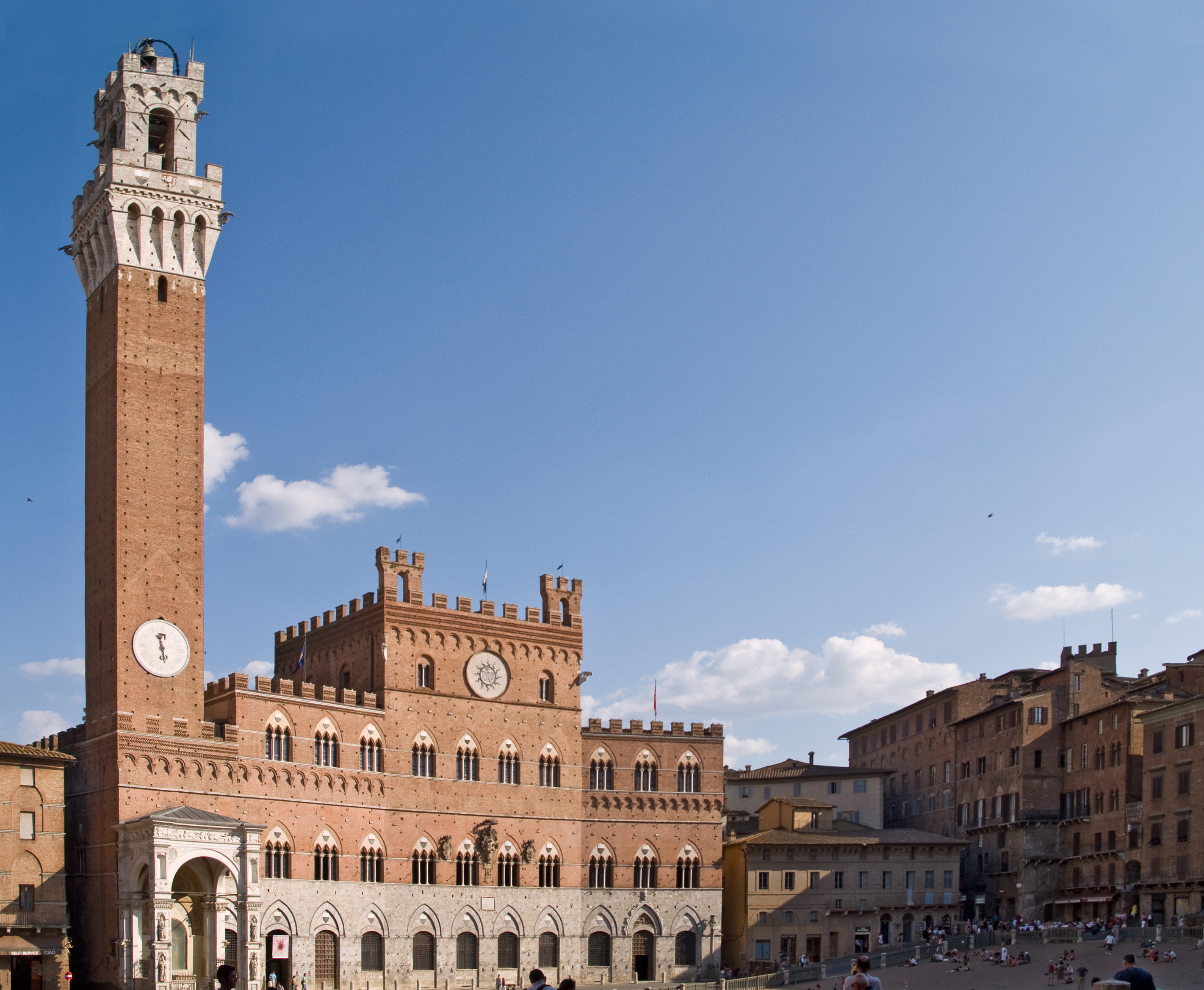
O Palazzo Comunale, com a Torre del Mangia à esquerda na imagem.

O Palazzo Comunale de Siena (também chamado de Palazzo Pubblico) é um palácio italiano que serve de câmara municipal (ou prefeitura) àquela cidade toscana. Foi construído pelo governo da República de Siena, no início do século XIV, como sede da Podestà e do Conselho dos Nove. 
O palácio, construído entre 1297 e 1310, surge numa posição central na Piazza del Campo, a praça do mercado em Siena, onde também se realiza anualmente o Palio, as corridas locais de cavalos. O exterior da estrutura é um exemplo da arquitectura medieval italiana com influências góticas. O piso baixo é de pedra, enquanto os pisos superiores ameados são feitos de tijolo. Os elementos brancos são em mármore. Estão presentes merlões guelfos. A fachada do palácio é ligeiramente curva para dentro (côncava) para reflectir a curva para fora (convexa) da Piazza del Campo, a praça central de Siena da qual o palácio é o ponto fulcral. Os dois corpos laterais foram levantados posteriormente. Existe um desenvolvimento longitudinal. Cada janela é ornada com uma ogiva que a contém. Os buracos presentes em toda a estrutura serviam, em tempos, para as traves que suportavam galerias no exterior.
Originalmente, o palácio tinha apenas três pisos; mais tarde foram feitas outras adições. Acima de tudo, surgiu no século XIV a esbelta Torre del Mangia que o flanqueia, uma torre com 102 metros de altura que passou a caracterizar a cidade de Siena. O nome deriva da alcunha Mangiaguadagni (comedor de lucros - do italiano mangiare = "comer") atribuído ao seu primeiro tocador de sinos (Giovanni di Duccio). A coroa deste campanário erguido entre 1325 e 1344 foi projectada pelo pintor Lippo Memmi. Quando a torre foi desenhada, pretendia-se que fosse mais alta que a de Florença, cidade rival de Siena; na época, foi a mais alta estrutura da Itália. Em meados do século XIV, foi-lhe embutido um relógio mecânico. O seu desenho foi usado como base para a Dock Tower, uma torre de água erguida em Grimsby, Inglaterra, no ano de 1852. Por outro lado, a Odense Rådhus, a sede do município de Odense, na Dinamarca, foi grandemente inspirado no Palazzo Comunale de Siena.
No palácio em si, que actualmente contém as instalações do Museu da Cidade, existem muitos afrescos famosos, como um que mostra Guidoriccio da Fogliano na Sala del Mappamondo (Sala do Mapa-mundi), provavelmente da autoria de Simone Martini. Na parede dessa sala encontram-se os restos de um mapa-múndi da autoria de Ambrogio Lorenzetti. Uma das mais famosas obras no palácio é a representação do Bom e do Mau Governo na Sala della Pace (Sala da Paz), ou Sala dei Novi (Sala dos Nove), pelo mesmo Ambrogio Lorenzetti. 

## História

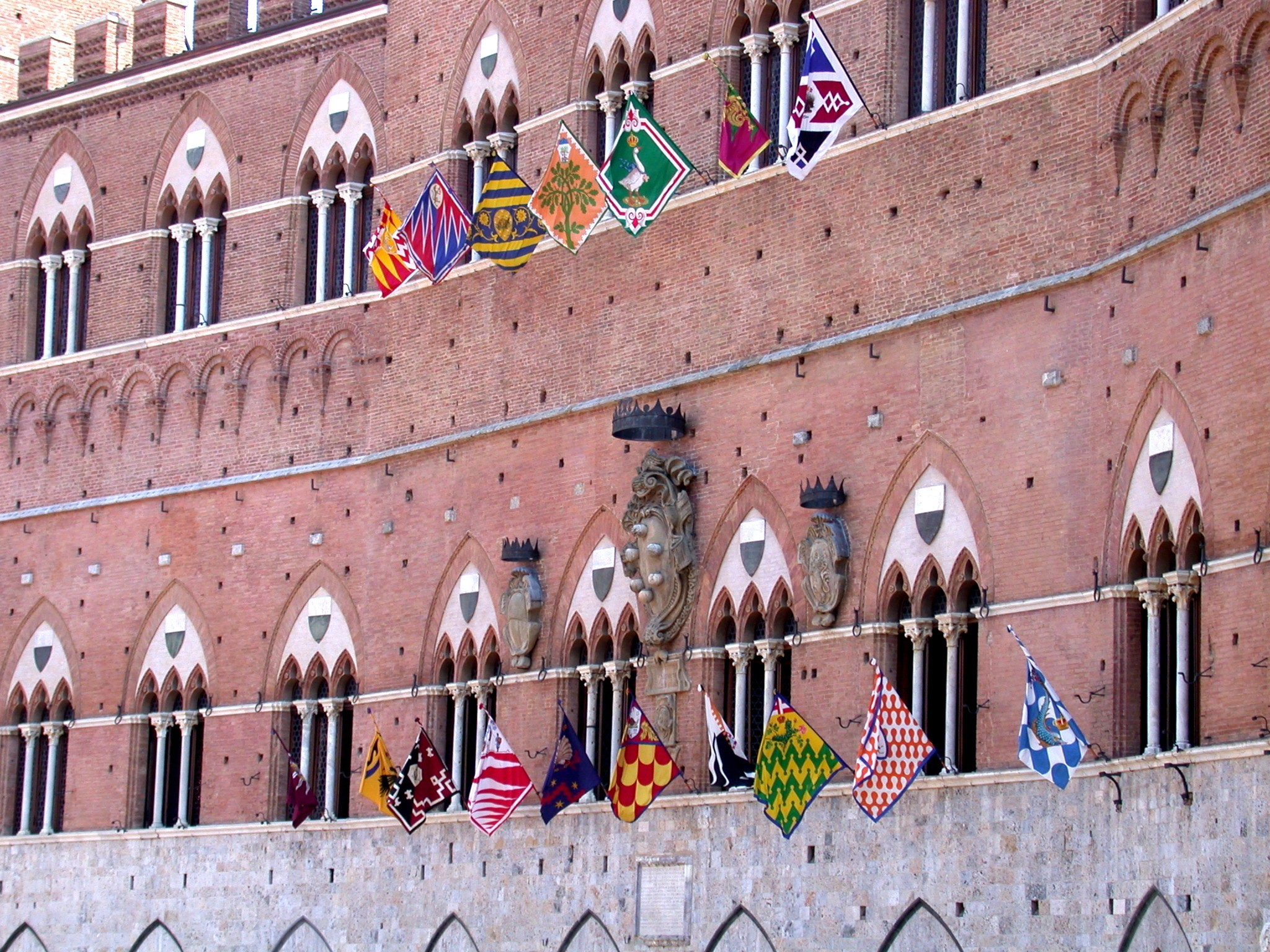
Fachada do Palazzo Comunale.

A história do Palazzo Comunale de Siena está fortemente ligada à da organização da Piazza del Campo, onde este se encontra. A esta praça, foi dada uma configuração que é comparada frequentemengte a uma concha.
Nos anos que se seguiram a 1193, ano em que há notícia da subdivisão da Piazza del Campo em relação ao espaço que se tornará na Piazza del Mercato, onde agora se encontra o Palazzo Comunale foi construído o "Bolgano", casa da moeda da República de Siena, e a alfândega. Não é de estranhar, portanto, que o palácio esteja fortemente ligado à arte gótica, o que se nota graças à arquitectura. Documentos da época mostram que as primeiras tentativas de construção do palácio datam de 1250.
Até 1270, com o Governo dos Vinte e Quatro, o governo da cidade tinha sede na cúria da Igreja San Pellegrino. O Consiglio della Campana (Conselho do Sino), composto pelos nobres e assim chamado porque se reunia ao som do sino maior colocado agora numa torre da família dos Mignanelli (no actual número 15 do Banchi di Sopra), tinha como lugar de reunião principal três igrejas específicas e as próprias sedes nos palácios dos nobres.

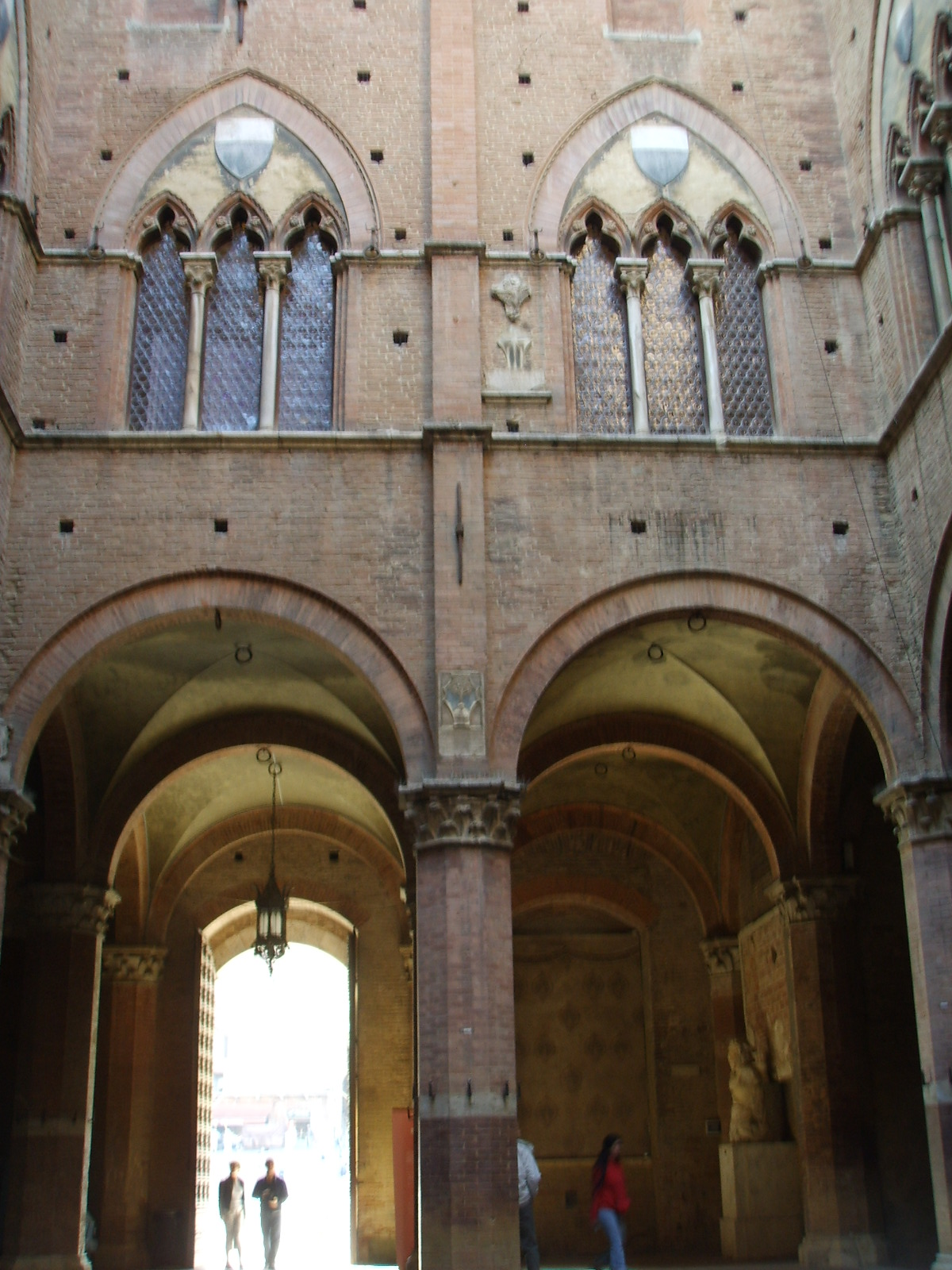
Aspecto parcial do Pátio do Podestà.

Caído este governo dos aristocratas, com o Governo dos Nove começa a pensar-se numa sede "neutra" para o governo da cidade. Em 1284 tem-se notícia dum primeiro núcleo daquele que será o Palazzo Comunale. Com a subida ao poder do Governo dos Nove, em 1287, a construção do palácio tem o impulso definitivo. Enquanto o  palácio do Bolgano estava voltado para a actual Piazza del Mercato, o novo palácio olha em direcção à Piazza del Campo. No entanto, as duas construções coexistem.
Depois de quase vinte anos de incertezas, em 1288 foi tomada a decisão de fazer englobar o Bolgano e a alfândega no novo palácio. O corpo central, não muito diferente do moderno, foi concluido por volta do ano 1300. Porém, não é seguro que o último piso do corpo central, aquele com janelas bíforas com arco de volta perfeita, seja parte da primeira construção, podendo ter sido construido em 1326, como afirmam alguns historiadores. Em 1305 começou a construção das duas alas laterais, inicialmente apenas com um andar. Em 1310 todo o palácio devia estar terminado, uma vez que o Governo dos Nove se transferiu para ali naquele ano, permanecendo com esse aspecto original até 1680. Foi neste ano que se construiram os segundos andares das alas laterais, embora mantendo o estilo original e balanceadas com os volumes dos palácios circundantes; pensa-se, de qualquer modo, que esta alteração em estilo gótico sienense terá sido realizada em pleno período barroco.

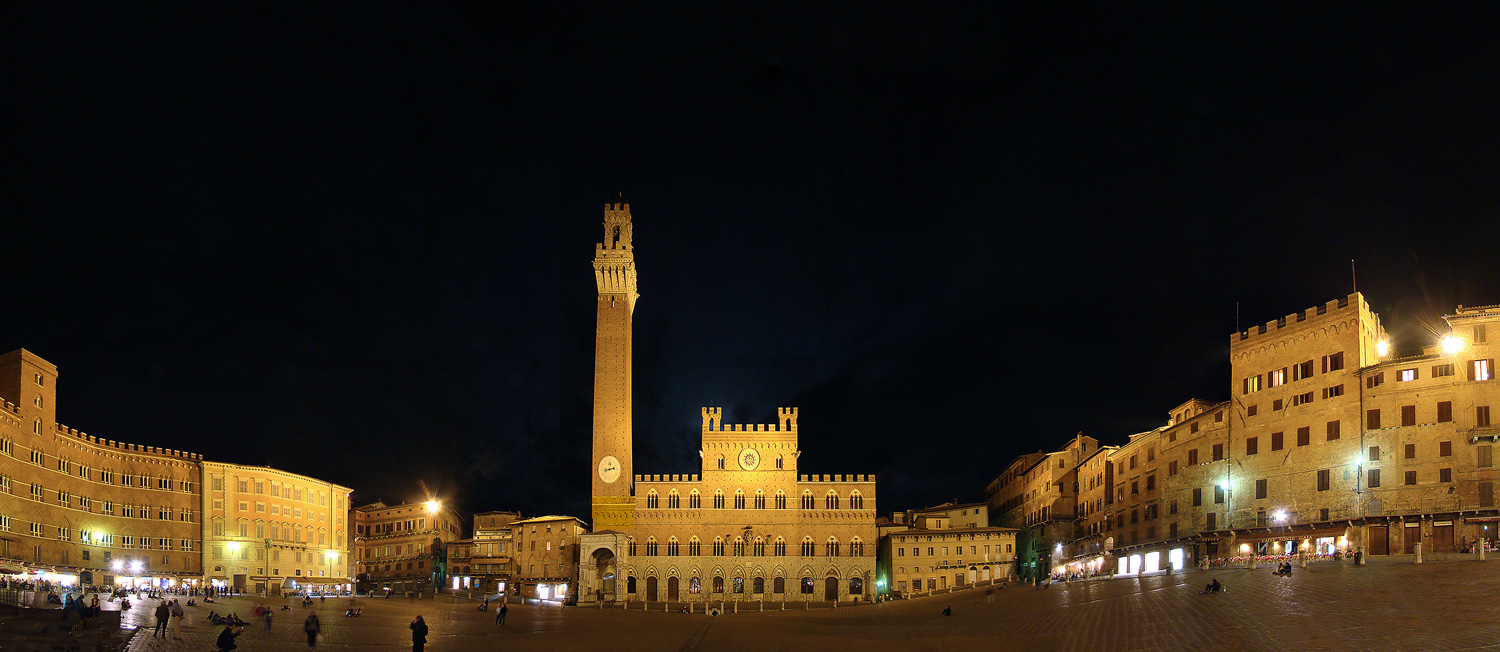
Vista nocturna da Piazza del Campo e do Palazo Comunale.

A torre do palácio (Torre del Mangia), foi construída entre 1325 e 1344. O seu coroamento foi projectado por Lippo Memmi. Em relação à sua história e estrutura, podem colher-se informações mais detalhadas abaixo, em capítulo próprio.
A Cappella di Piazza que se ergue na base da Torre del Mangia, também com capítulo próprio mais abaixo, foi construída em cumprimento duma promessa solene feita pelo povo de Siena à Virgem durante a peste que atingiu a cidade em 1348. A construção começou em 1352 por Domenico D'Agostino, mas só foi concluída em 1376 por Giovanni di Cecco (concepção do pilar e do tecto).
O pátio do palácio, conhecido como Pátio do Podestà (Cortile del Podestá), foi construído em tijolo em 1325 e restaurado em 1929. É constituída por uma cada com um andar por cima, que é adornado com três grandes janelas gradeadas. Nas paredes estão os brasões dos presidentes municipais, assim como um afresco do século XIV onde pode ser vista Nossa Senhora com dois anjos. No átrio e no extremo da arcada estão uma estátua do Mangia e uma outra dourada, com a loba amamentando os gémeos (símbolo da cidade de Siena), por Giovanni di Torino (1429-1430).
Siena foi dizimada pela Peste Negra em 1348. Aproximadamente metade da população morreu na praga. A economia da república foi destruída e o Estado declinou rapidamente da sua posição de proeminência na Itália. A ordem religiosa dos Franciscanos subiu ao poder na cidade. A estagnação ao longo dos séculos seguintes que fez com que Siena não se desenvolvesse durante o Renascimento como fizeram outras cidades italianas, também a preservou tanto dos bombardeamentos durante a Segunda Guerra Mundial como do desenvolvimento moderno.

## Descrição do palácio na actualidade

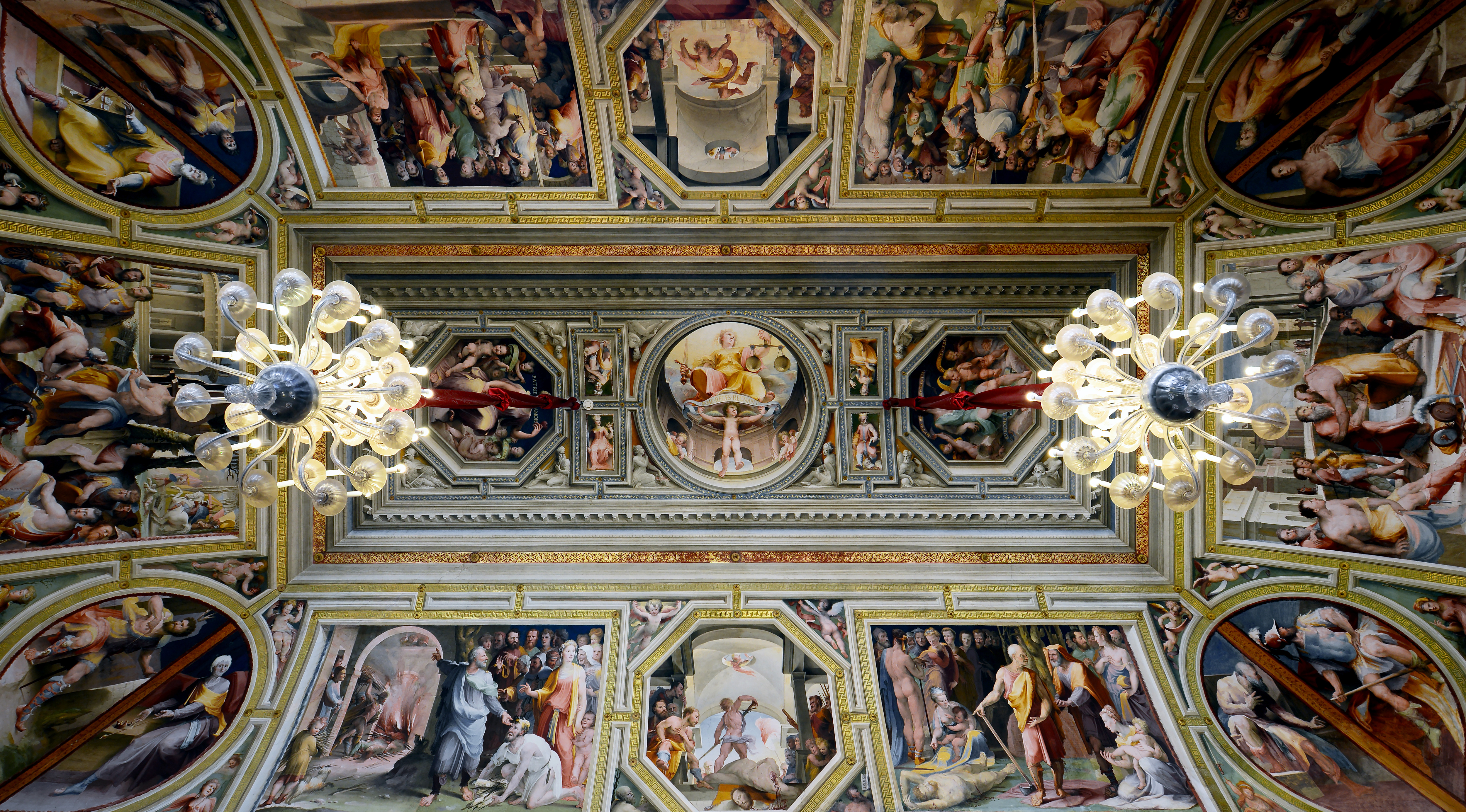
Aspecto do interior: tecto duma sala com afrescos de Beccafumi.

A ampla fachada do palácio reflecte os vários períodos de construção. O primeiro e segundo andares apresentam filas de janelas tríforas com arquivolta de arco quebrado, enquanto as janelas do terceiro andar são bívoras e apresentam arquivolta perfeita. Até à primeira fila de tríforas foi usada a pedra e mais para cima o tijolo. 
As janelas, no típico estilo sienense, têm três arcos góticos emparelhados apoiados em colunas, enquanto ao centro de cada arquivolta, entre os arcos e o arco de volta quebrada principal de cada janela, foi inserido um brasão de Siena. 
O corpo central é elevado por um piso em relação às duas alas laterais. No alto apresenta um coroamento ameado de tipo guelfo, ou seja, sem a extremidade em cauda de andorinha. Ao centro da fachada, um grande disco em branco apresenta o Monograma de Cristo. Os pequenos furos que ponteiam a fachada são os chamados buche pontaie, onde os construtores medievais encastravam as vigas de madeira para colocar os andaimes necessários à construção.
No interior, as várias salas foram usadas pelas múltiplas magistraturas que administraram a cidade ao longo dos séculos. Hoje, hospeda o Museu Cívico e a administração comunal senense. 
No corpo da esquerda, ao lado da Torre del Mangia, encontra-se o chamado Cortile del podestà (Pátio do Podestà), decorato com antigos brasões, que também faz de entrada ao palácio.

### Rés-do-chão
Actualmente, o Palazzo Comunale ainda é a sede da administração municipal moderna e hospeda, no rés-do-chão, os gabinetes do Sindaco, alguns gabinetes municipais e as salas de representação num enquadramento decorado por pinturas de Simone Martini, Sano di Pietro e Il Sodoma. 
O seu pátio dá acesso à Torre del Mangia e ao Teatro Comunale dei Rinnovati, restaurado no século XVIII por Carlo Galli da Bibbiena.

### Primeiro andar - o Museu Cívico

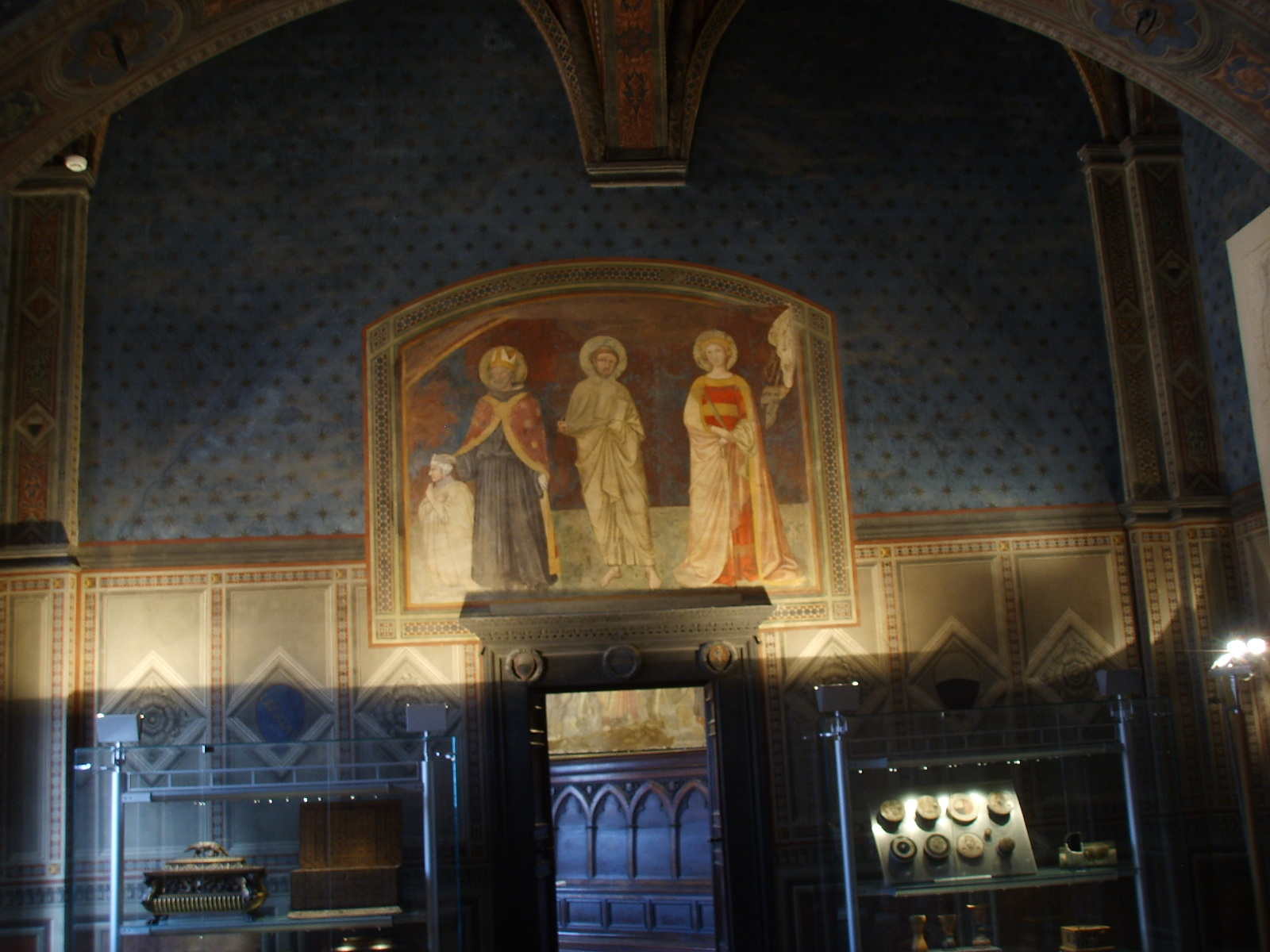
Afresco numa sala do Palazzo Comunale.

O primeiro andar do palácio compreende as obras principais do Museu Cívico de Siena e é onde são apresentados os afrescos do palácio. Quase todas as salas principais contêm afrescos. Estes afrescos são incomuns para a época, uma vez que foram encomendados pelo corpo governamental da cidade em lugar da Igreja Católica ou duma irmandade religiosa. Também são invulgares por muitos deles mostrarem imagens seculares ao invés de motivos religiosos, que eram predominantemente típicos na arte italiana desta era. 
Para além das obras primas mais impressionantes instaladas no Salão do Grande Conselho e no Salão dos Nove, outras obras importantes do museu são: o portal em mármore de Bernardo Rossellino (1448), o coro em madeira de Domenico di Niccolò (1425-1436), os afrescos de Spinello Aretino e de Domenico Beccafumi, a sala da época risorgimentale, com vívidos afrescos e as esculturas de Giovanni Duprè, entre outras. Os painéis originais da Fonte Gaia, de Jacopo della Quercia, antigamente aqui instalados, estão hoje no Complexo Museológico de Santa Maria della Scala (Complesso museale di Santa Maria della Scala).

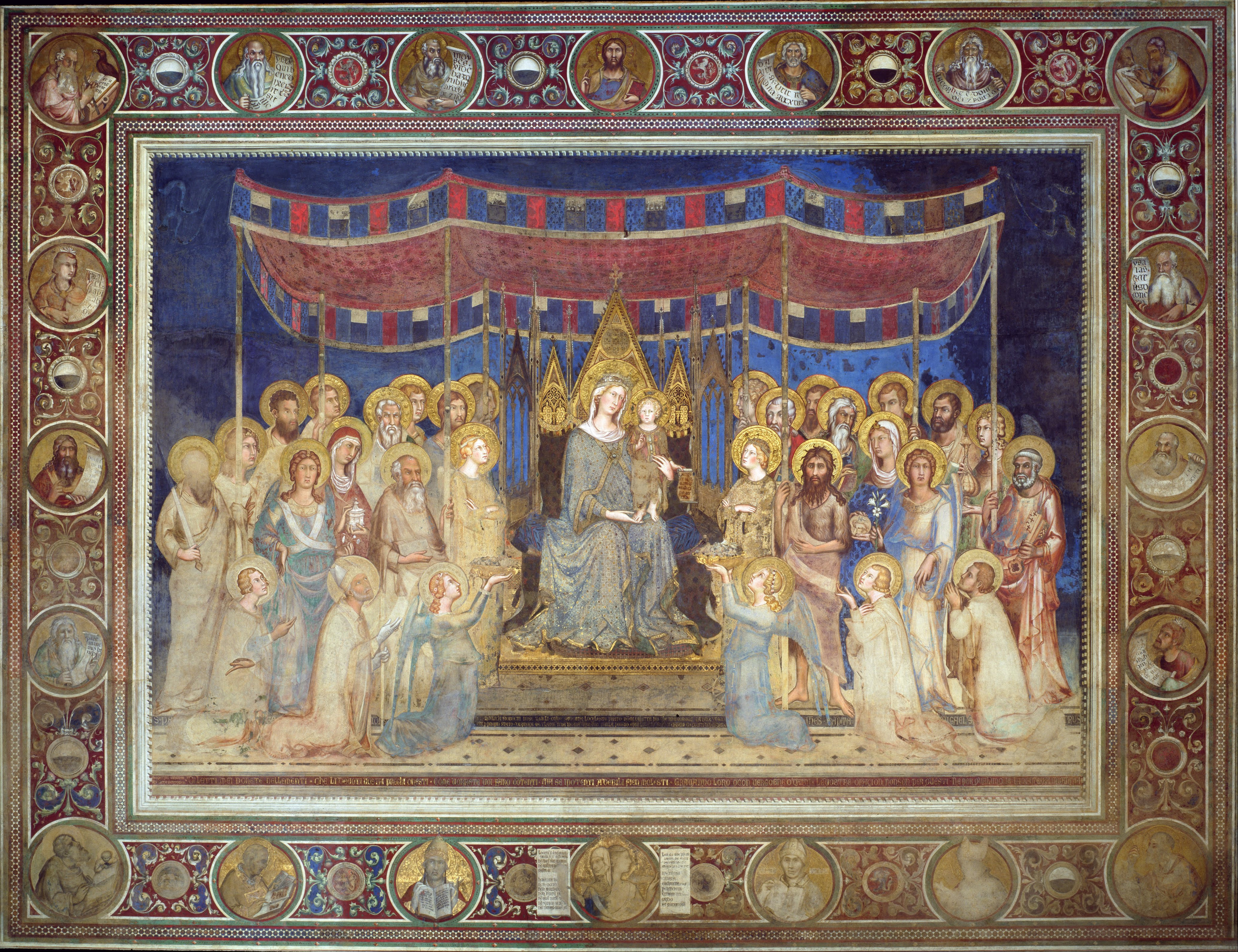
A Maestà, por Simone Martini (c. 1315).

Muitos dos afrescos do palácio, incluindo aquele que representa osEfeitos do Mau Governo, estão bastante danificados. Isto deve-se, alegadamente, ao sal em tempos armazenado na cave do edifício. É teoricamente possível que os sais façam descer impiedosamente a humidade das paredes, fazendo com que o estuque seque excessivamente e os afrescos descamem.
Salão do Grande Conselho

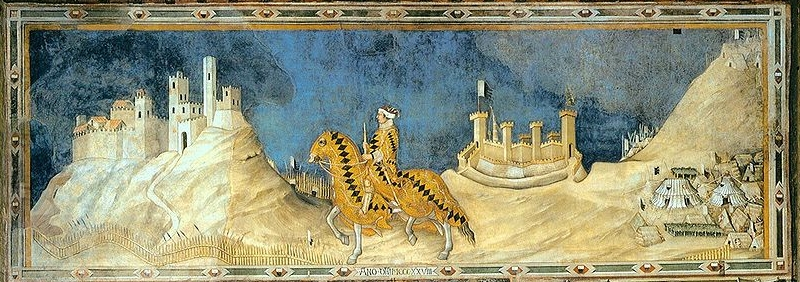
Guidoriccio da Fogliano, por Simone Martini (1328).

Este salão, também chamado de Sala del Mappamondo (Sala do Mapa-múndi) está no primeiro andar e recebeu o nome em referência a um mapa-múndi mundo pintado por Ambrogio Lorenzetti. Embora este mapa já não exista, ainda são visíveis na parede as marcas circulares deixadas por ele. Nas paredes da sala opõem-se um ao outro dois famosos afrescos de Simone Martini.
A Maestà (Nossa Senhora entronizada), pintada por volta de 1315, é considerada como o mais antigo afresco em Siena. Esta obra foi feita em estilo gótico francês em combinação com a herança helenística de Duccio e a pintura italiana. É embelezado por uma pincelada de luz, pelas preciosas cores azul e ouro vibrantes e pelos detalhes menores da execução. No lado oposto da sala aparece o igualmente famoso afresco de Guidoriccio da Fogliano que vence o castelo de Montemassi e o Sassoforte di Maremma, os quais e se insurgiram contra Siena. Este afresco, concluído em 1329, é tradicionalmente atribuido a Simone Martini, de quem é considerado o mais bem sucedido trabalho, embora exista alguma discussão sobre o assunto.
Salão dos Nove

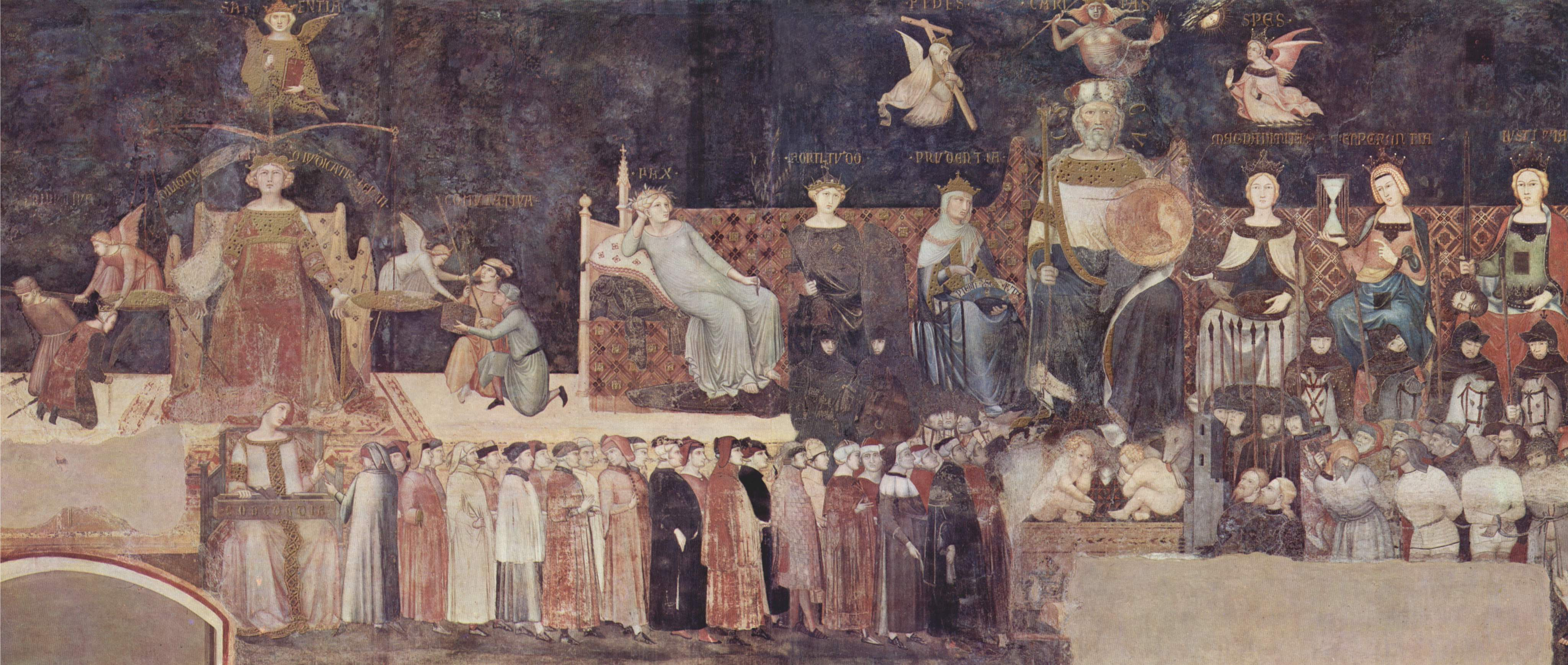
Alegoria do Bom Governo.

Neste salão, também conhecido como Sala della Pace (Sala da Paz), pode ser visto o mais famoso ciclo de afrescos seculares do palácio, pintado por Ambrogio Lorenzetti entre 1337 e 1339. Estes afrescos, conhecidos colectivamente como Alegoria do Bom e do Mau Governo, mostram o impacto da governação no povo da cidade e da região em três painéis que se combinam como um todo.
A Alegoria do Bom Governo é composta por um rei grisalho, vestido formalmente de preto e branco. Estas são as cores que compõem os dois campos da bandeira e do brasão da cidade. O rei personifica o bem comum. À sua esquerda encontram-se as personificações da Justiça, da Temperança e da Magnanimidade e à sua direita as da Sabedoria, Força e Paz. Acima da figura central gravitam as personificações da Fé, Amor e Esperança, enquanto na parte inferior a loba amamenta Aschio e Aschio, filhos de Remo, os fundadores míticos da cidade de Siena.
Na alegoria, a Justiça é personificada como uma mulher. Esta aponta para os pratos da balança, segurada pela personificação da Sabedoria flutuando sobre o seu trono. À esquerda do quadro, um criminoso condenado é decapitado; à direita, pessoas recebem as benesses da justiça. Aos pés da Justiça, a personificação da Virtude, também, de forma invulgar para a época, personificada como uma figura feminina, distribui a virtude por vinte e quatro proeminentes cidadãos masculinos de Siena, fielmente representados e reconhecíveis. Os homens olham para a maior figura da imagem, um juiz localizado na centro-direita. O juiz está cercado por outras personificações adicionais, como a Paz, que é representada por uma elegante figura feminina contemporânea vestida de branco com elaborado cabelo louro (então, como agora, o cabelo louro estava na moda e poucas vezes inteiramente natural; não era a cor dominante de cabelo natural para as mulheres italianas desta região, sendo comum as mulheres raiarem os seus cabelos com urina e aquecerem-nos ao sol). 

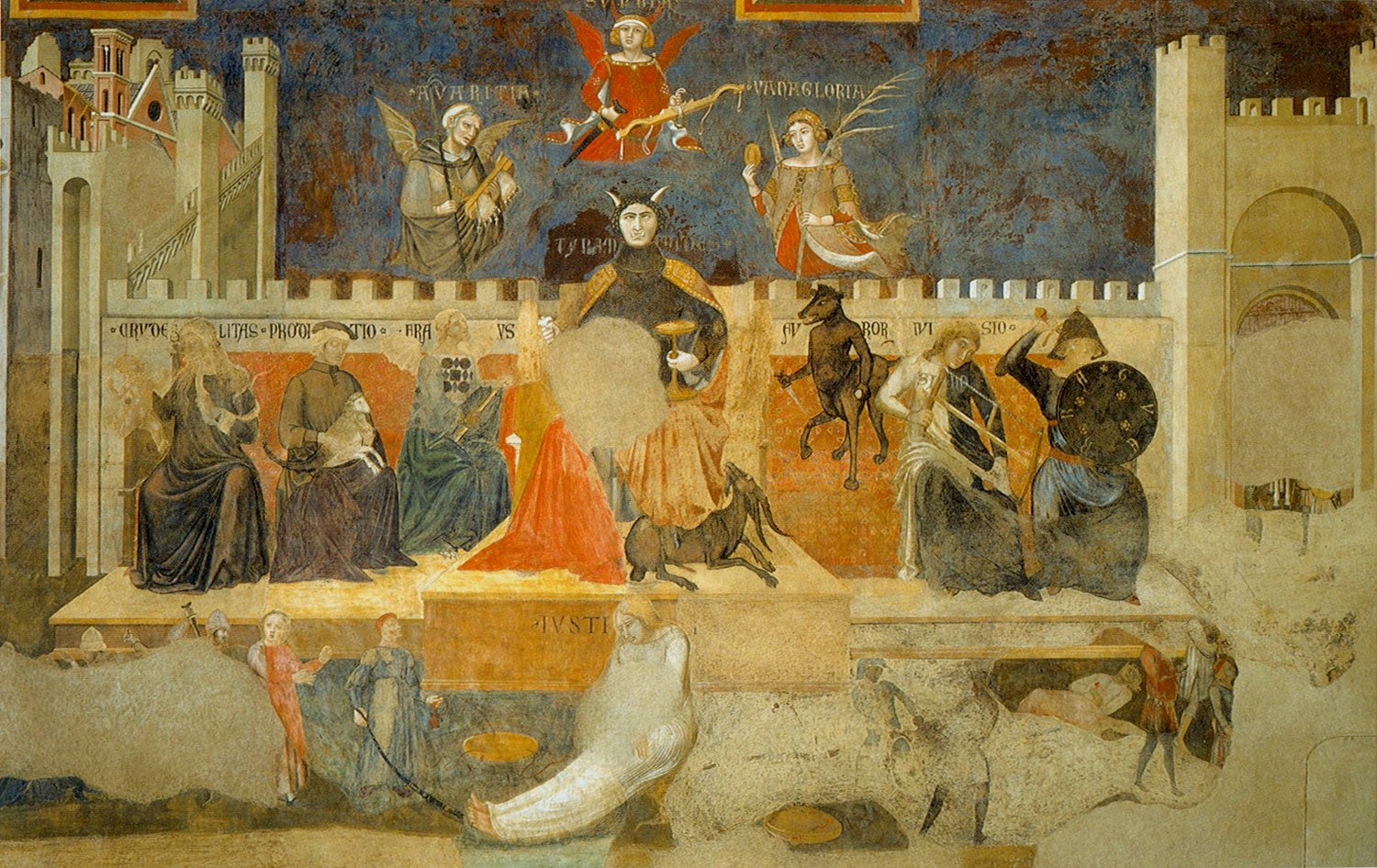
Alegoria do Mau Governo.

Flanqueando a alegoria estão duas outras pinturas em paredes perpendiculares: Efeitos do Bom Governo e Efeitos do Mau Governo. Ambas os afrescos reflectem uma paisagem realista de Siena e da sua região na época. Na representação alegórica do Bom Governo pode ver-se uma paisagem urbana de azáfama pacífica e feliz, com os prósperos cidadãos a praticarem o comércio e a dançarem pelas ruas, enquanto para além dos muros da cidade existem campos florescentes e férteis campos verdejantes, florestas e bosques com dançarinos. Na alegoria do Mau Governo, o crime é galopante e cidadãos doentes vagueiam por uma cidade em ruínas. O campo sofre de seca. Os Efeitos do Mau Governo mostram uma região com atributos do Diabo, cercada pelos cães dos Infernos e as personificações dos pecados capitais e dos Vícios.   
O ciclo de afrescos do Bom e do Mau Governo é uma obra fundamental da pintura europeia, não só pela representação espacial formal das figuras, mas também da paisagem, uma vez que isto reflecte o nível de educação de alguns círculos cultos na época desses humanistas iniciais. É claro que neste período, bem anterior a Petrarca, já existia um conhecimento sólido dos épicos de Homero, e mesmo da obra de Hesíodo, na Europa Ocidental.  
A alegoria carrega uma forte mensagem social do valor do estável governo republicano de Siena. A obra combina elementos da vida secular com referências à importância da religião na cidade da época. A figura da justiça lembra a figura de Maria, Rainha do Céu, a santa patrona de Siena, num trono. O juíz reflecte a tradição no Julgamente Final Cristão que tem Deus ou Cristo julgando os salvos à esquerda; os condenados à direita. A obra, mesmo sendo classificada como arte medieval ou pré-renascentista, estas pinturas já mostram uma transição no pensamento e uma evolução no tema em relação à arte religiosa anterior. 

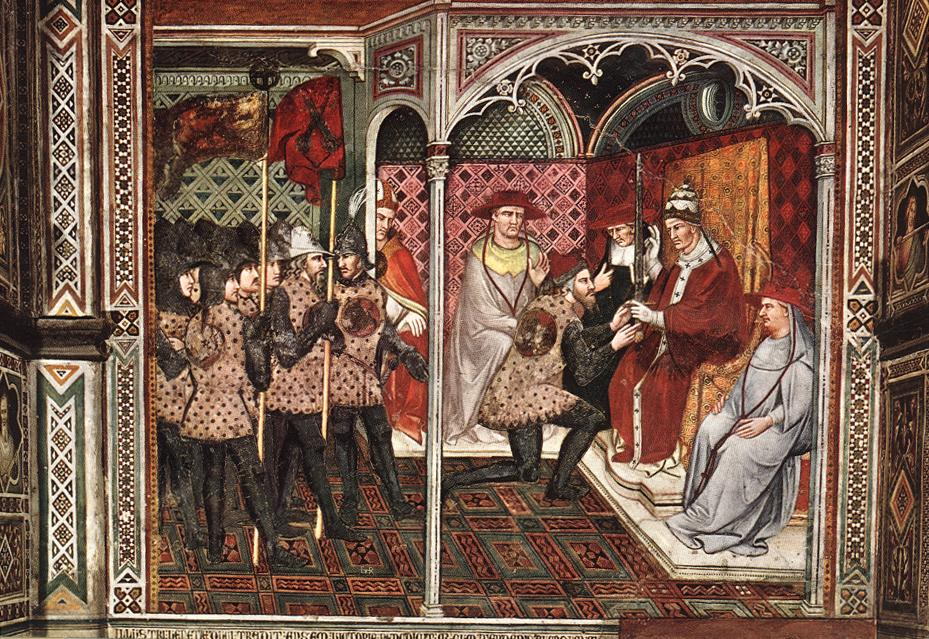
O Papa Alexandre III recebendo um embaixador, por Spinello Aretino.

De acordo com as mais recentes análises das imagens, a concepção do ciclo de afrescos do Bom e Mau Governo surge dum imaginário já existente e que era, obviamente, a descrição do escudo de Homero (Homero, Ilíada, 18º canto) assim como a descrição do escudo por Hesíodo (Hesíodo, O Escudo de Hércules). Os resultados de pesquisas adicionais também mostraram que existem lá imagens que ilustram ideias já existentes de outros autores, como Platão, Cícero, Augustinus e Tomás de Aquino, assim como as visões místicas de Seuse, que são encontradas no ciclo de afrescos de Lorenzetti na entrada.
Sala di Balia
A Sala di Balia (a Balia é o corpo permanente que tomou assento na sala a partir de 1455), ou Sala del Papa (Sala do Papa), foi decorada em 1407 por Martino di Bartolomeo e Spinello Aretino com afrescos que representam, no tecto, as Virtudes e, nas paredes, a vida do Papa sienense Alexandre III.
Antecappella
A Antecappella é assim chamada por ser um espaço que conduz à capela, embora também seja, igualmente chamado de Anteconsistoro porque também dá acesso à Sala del Consistoro. 
Os afrescos foram pintados por Taddeo di Bartolo em 1413-1414. Estes trabalhos celebram as virtudes necessárias a um bom governo. É assim que são representadas as Virtudes Cardeais (Justiça, Força e Prudência) consideradas igualmente como virtudes políticas (virtutes politicae), a  Religião e a Magnanimidade. 
Taddeo di Bartolo pintou igualmente uma série de homens ilustres (Cícero, Judas Macabeu, Cipião, o Africano, Catão, o Velho, Caio Múcio Escévola, Mânio Cúrio Dentato) que personificam, pelo seu exemplo, essas mesmas virtudes. 

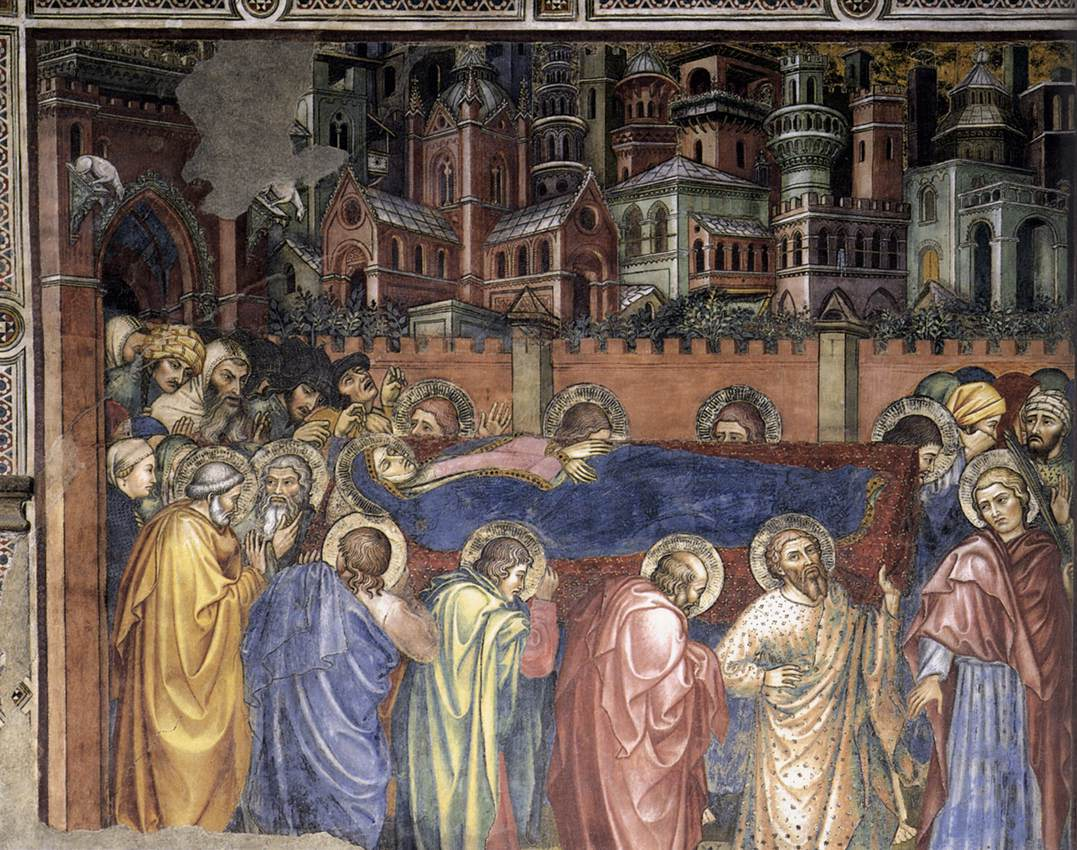
Os Funerais da Virgem, por Taddeo di Bartolo (1406-1407).

O programa iconográfico foi concebido por dois dos mais importantes cidadãos sienenses: Pietro de’ Pecci, que ensinou no studio de Siena, e Cristoforo di Andrea.
Capella de' Signori
A Capela dos Senhores está decorada com afrescos que ilustram a vida da Virgem (O Adeus aos Apóstolos, A Morte da Virgem, Os Funerais da Virgem, A Assunção) pintados em 1406-1407 por Taddeo di Bartolo. 
Os painéis são obra do escultor em madeira e intarsiari (artesão da intársia) Domenico di Niccolo, que recebeu a encomenda em 1415. Estas peças foram instaladas na capela em 1428.
Sala del Concistoro

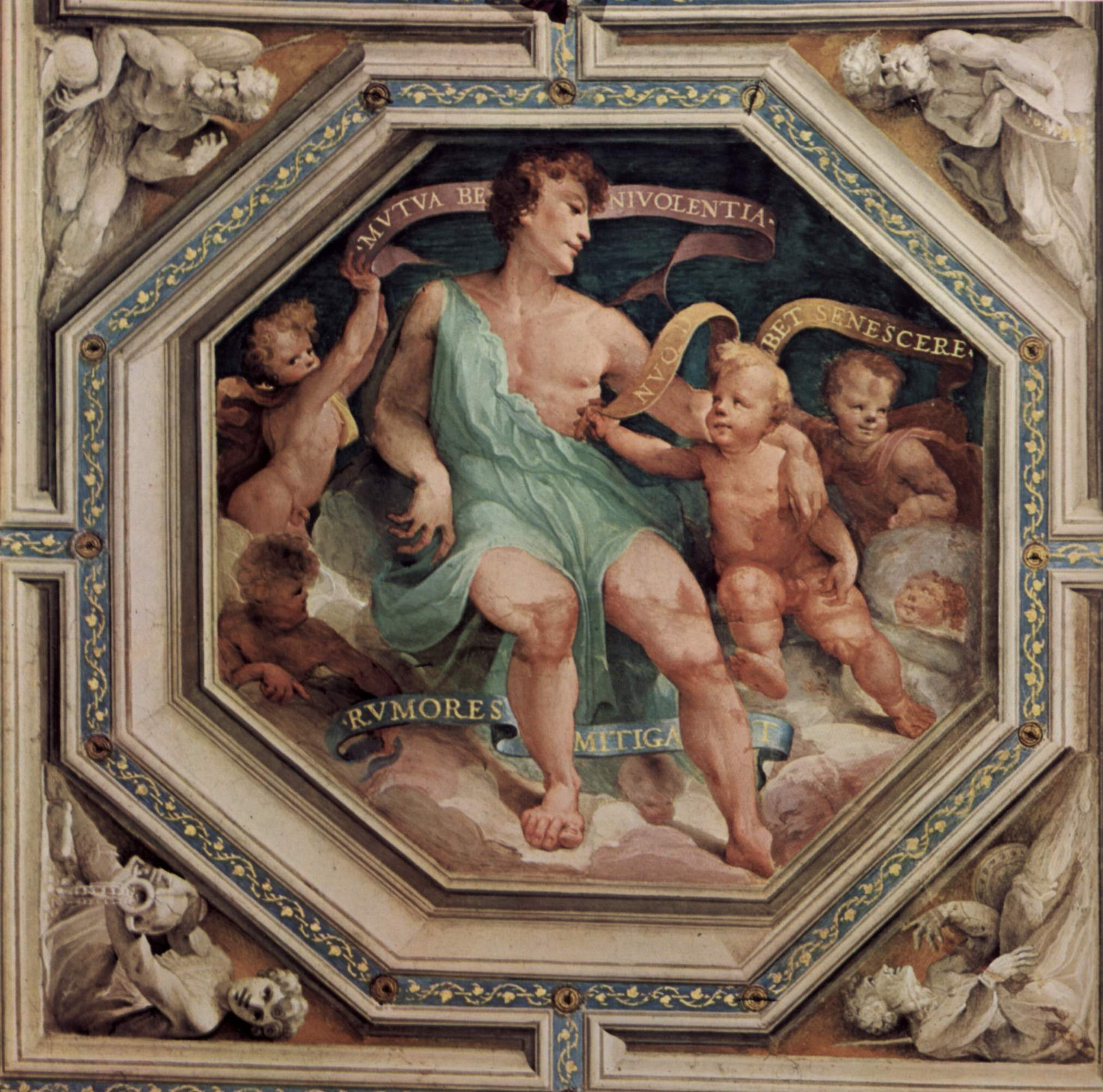
Mutua benevolentia, por Domenico Beccafumi

As paredes da Sala del Concistoro (Sala do Consistório) estão ornamentadas com tapeçarias dos Gobelins. 
Os afrescos no tecto, executados entre 1529 e 1535, são obra de Beccafumi. Este artista pintou sobre a própria abóbada as três virtudes necessárias a um bom governo: a Justiça (Justizia), o Amor à pátria (Amor di patria) e a benevolência Mútua (Mutua buennevolenza). 
As cenas pintadas no friso são tiradas das mitologias grega e romana (Múrcio Mânlio caindo do Capitólio, A Decapitação de Espúrio Cássio, Postúmio Tibúrcio fazendo levar à morte o seu filho, O Sacrifício do Rei Codro, Públio Múcio fazendo condenar os seus colegas na fogueira, A Reconciliação de Marco Emílio Lépido e Fúlvio Flaco) e ilustram essas mesmas virtudes cívicas.

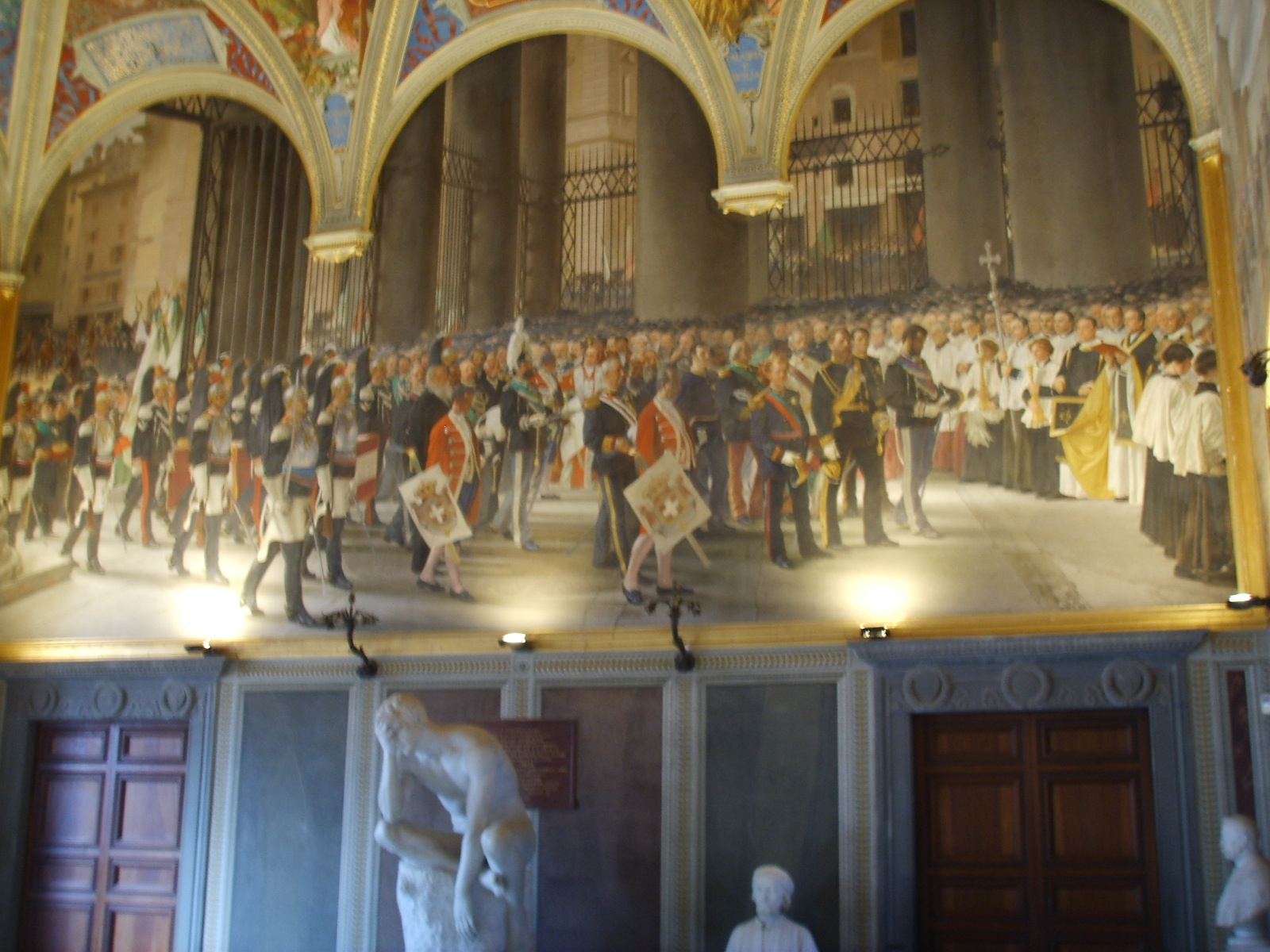
Afresco de Cesare Maccari, Transferência do corpo de Victor-Emmanuel II para o Panteão, 1887.

Sala do Risorgimento (ou de Victor-Emmanuel II)
Consagrada ao Risorgimento, esta sala é célebre pelos afrescos, terminados em 1890, que mostram os altos feitos do rei da Casa de Saboia para a unificação italiana:
- Encontro de Victor-Emmanuel II com o Marechal Radetzky em Vignale, por Pietro Aldi;
- Batalha de Palestro, por Amos Cassioli;
- Batalha de San Martino, igualmente realizada por Amos Cassioli;
- Encontro de Teano entre Victor-Emmanuel e Garibaldi, por Pietro Aldi;
- Apresentação do plebiscito a Victor-Emmanuel II, por Cesare Maccari;
- Funerais de Victor-Emmanuel II (ou Transferência do corpo de Victor-Emmanuel II de Itália para o Panteão), igualmente por Cesare Maccari[5].

### Segundo andar
O segundo andar apresenta-se com as suas duas alas acrescentadas em 1680. É neste piso que se encontra a Sala do Conselho Comunal (Sala del Consiglio Comunale) e a loggia com vista para a parte posterior do próprio palácio, em direcção a sul.

### ATorre del Mangia

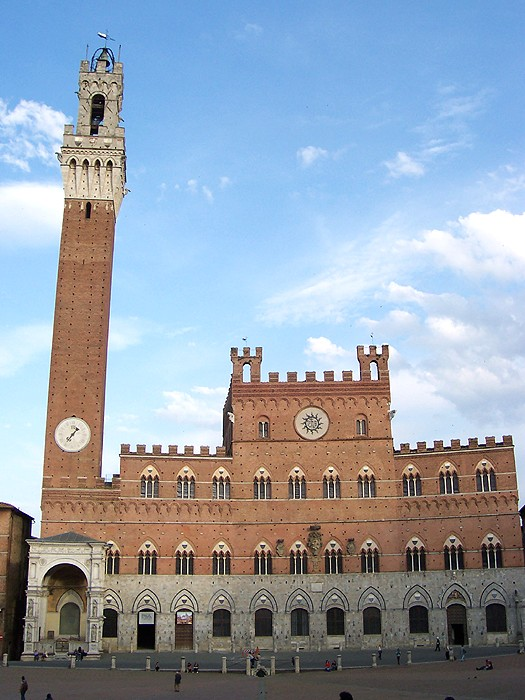
A Torre del Mangia inserida no conjunto monumental do Palazzo Pubblico.

Vista total da Torre del Mangia.

A Torre del Mangia era o "campanário" laico do Palazzo Comunale. É assim chamada pela alcunha de "Mangiaguadagni" ("Come ganhos") dada ao seu primeiro guardião, Giovanni di Balduccio (ou "di Duccio"), famoso por apreciar muito os prazeres dos alimentos e, deste modo, esbanjar sobre a mesa os próprios ganhos. A estrutura encontra-se entre as mais altas torres antigas italianas (a segunda, depois do Torrazzo di Cremona), chegando aos 102 metros incluindo os para-raios.
Foi construída entre 1338 e 1348. Narram as crónicas que nas fundações foram enterradas moedas auspiciosas e que sob cada spigolo ("canto", esquina) foram inseridas pedras com letras hebraicas e latinas para que aqui não pudesse cair "trovão nem tempestade". Este costume era muito comum na Idade Média. Por outro lado, os quatro lados são perfeitamente orientados, em pares, segundo as direcções N-S e E-O.
A construção do corpo central foi confiada aos irmãos aretinos Francesco e Muccio (o Minuccio) di Rinaldo (1338-1340), talvez sob a direcção do Mestre Agostino di Giovanni que é pago como "operário" em 1339. Provavelmente, os di Rinaldo construiram a parte em tijolo e alvenaria enquanto Agostino di Giovanni terá realizado a parte superior em travertino branco, segundo desenho dp Mestre Lippo pintor, provavelmente Lippo Memmi, cunhado de Simone Martini.
O relógio foi construído em 1360 por Bartolomeo Guidi. Em 1428 foi pintado o quadrante e em 1776 foi refeito em pedra e ornado com um afresco coberto por um alpendre. Estes dois últimos elementos desapareceram com os restauros de início do século XX.

#### "Sunto", o sino

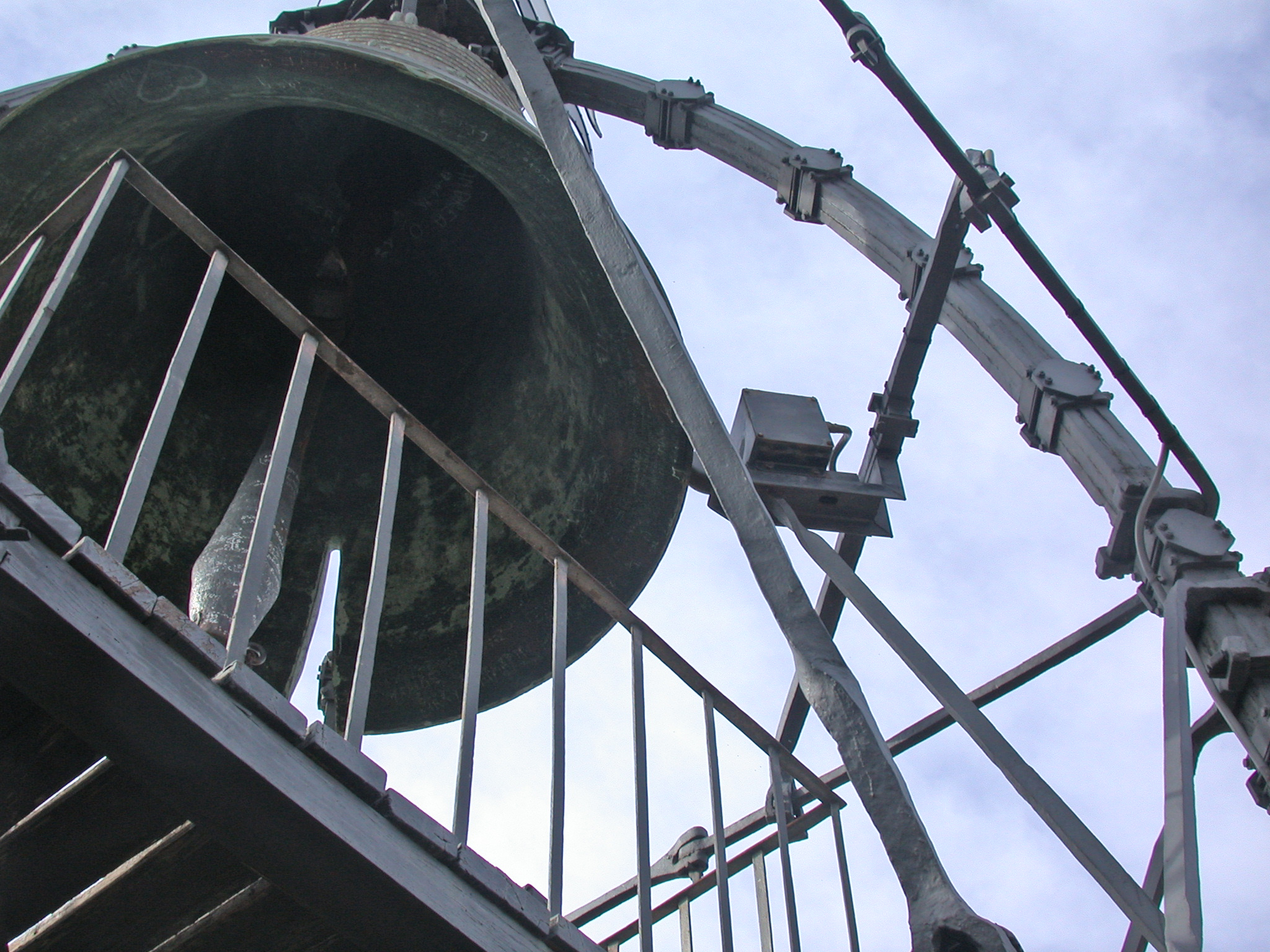
O sino da torre.

Depois de variadas tentativas de fusão, o primeiro sino foi fundido em 1348 e instalado na cella campanária em 1349. Esta peça seria substituida em 1634, mas esta resultou imperfeita. 
Em 1666 foi instalado o sino actual, chamado pelos sienenses de Sunto (pela dedicatória a Maria Assunta) ou Campanone. Pesa 6.760 quilos e devido ao seu tamanho foi instalado sobre a cella campanária, onde o vemos hoje. Porém, também este sino não deve ter sido fundido de modo perfeito, apesar de passado por essa operação duas vezes, no ano anterior e, para melhorar o som, foi-lhe retirado um pequeno pedaço. Ainda hoje o seu som não é uniforme e varia de acordo com o ponto em que é atingido pelo badalo. Sendo tocado em modo tardicional só no dia do Palio, o seu som particular é associado pelos sienenses à iminência da festa. Em todos os outros dias do ano, as horas são assinaladas por um martelo automático no exterior do próprio sino.
Até 1379, o guardião da torre também batia as horas, mas naquele ano foi substituido por um autómato em madeira que, em memória dp primeiro guardião, foi chamado de "Mangia". Este automatismo toenou-se em metal em 1425 e depois em pedra. Em 1780, foi substituido pelo martelo citado, e o "Mangia" em pedra está conservado até hoje no Pátio do Podestà do Palazzo Comunale.

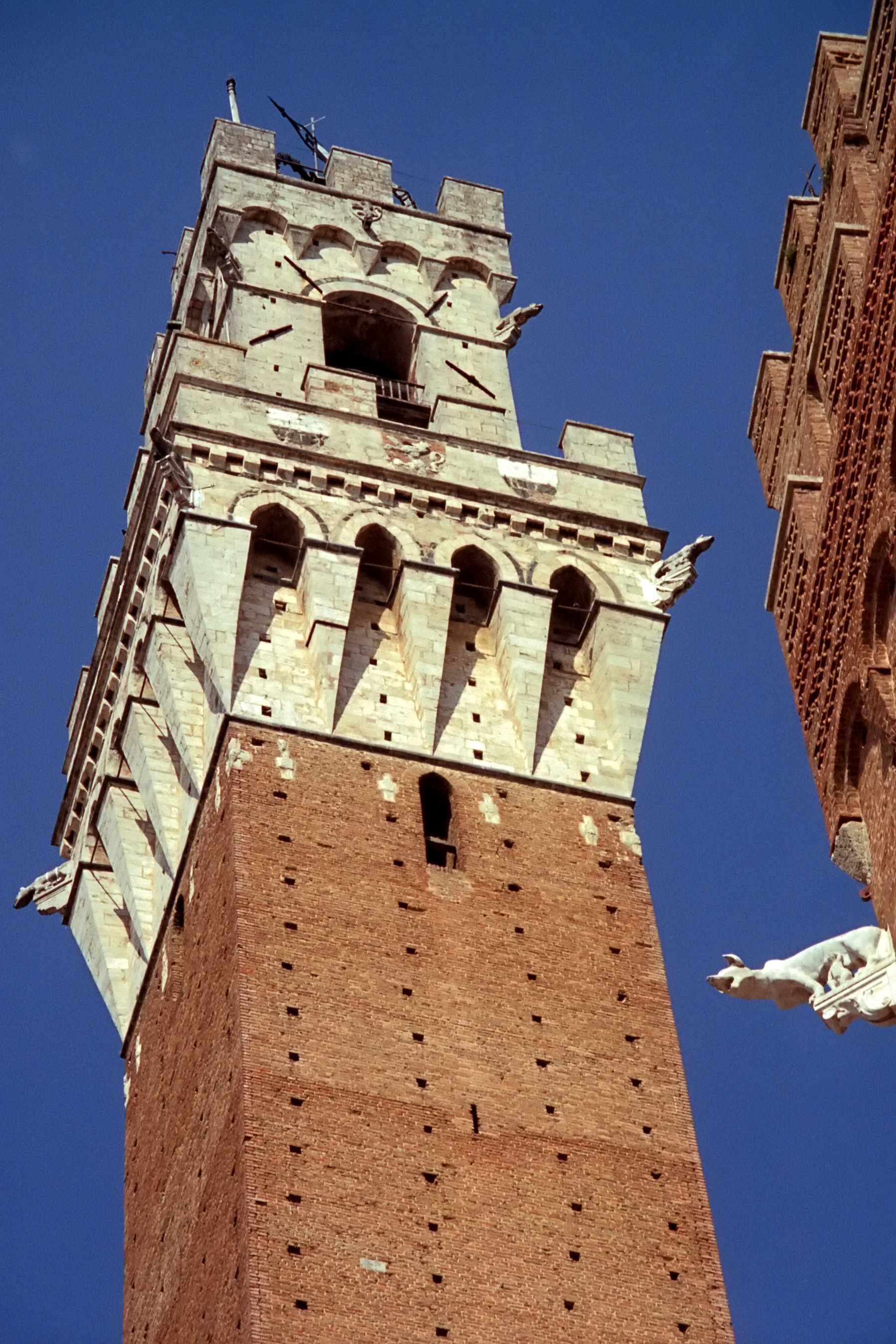
Detalhe da parte superior da torre
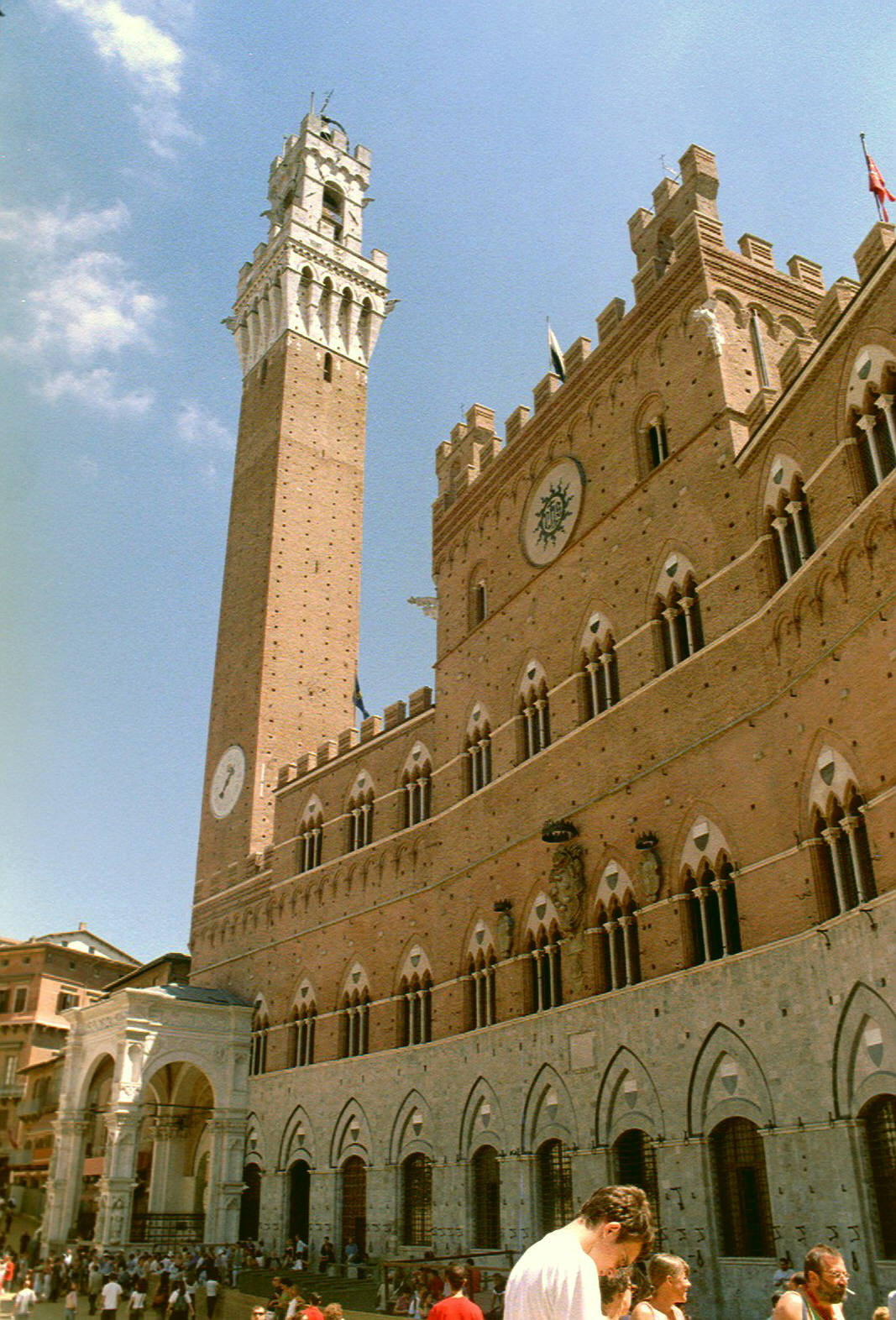
Vista geral do conjunto
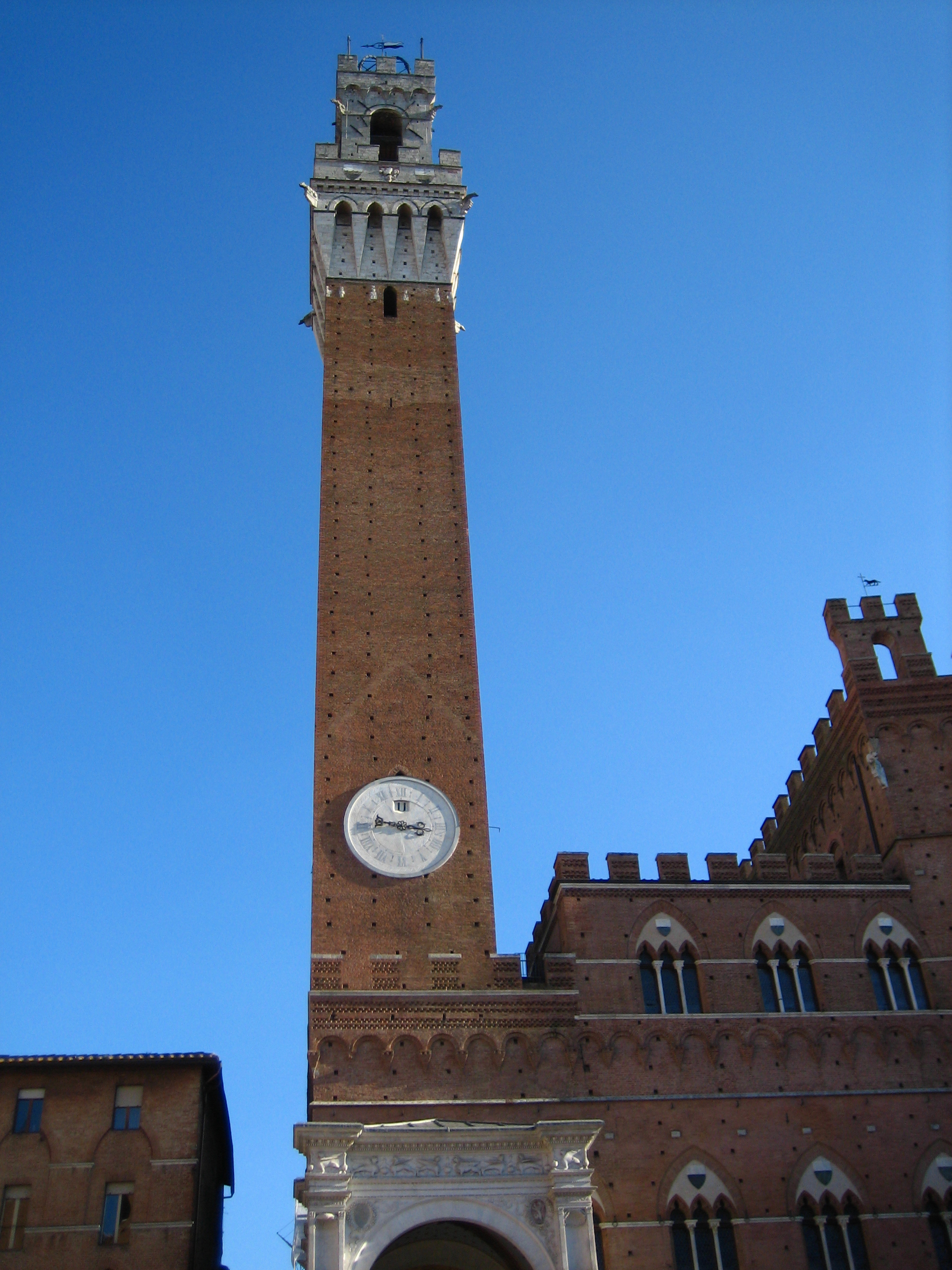
Vista geral da torre
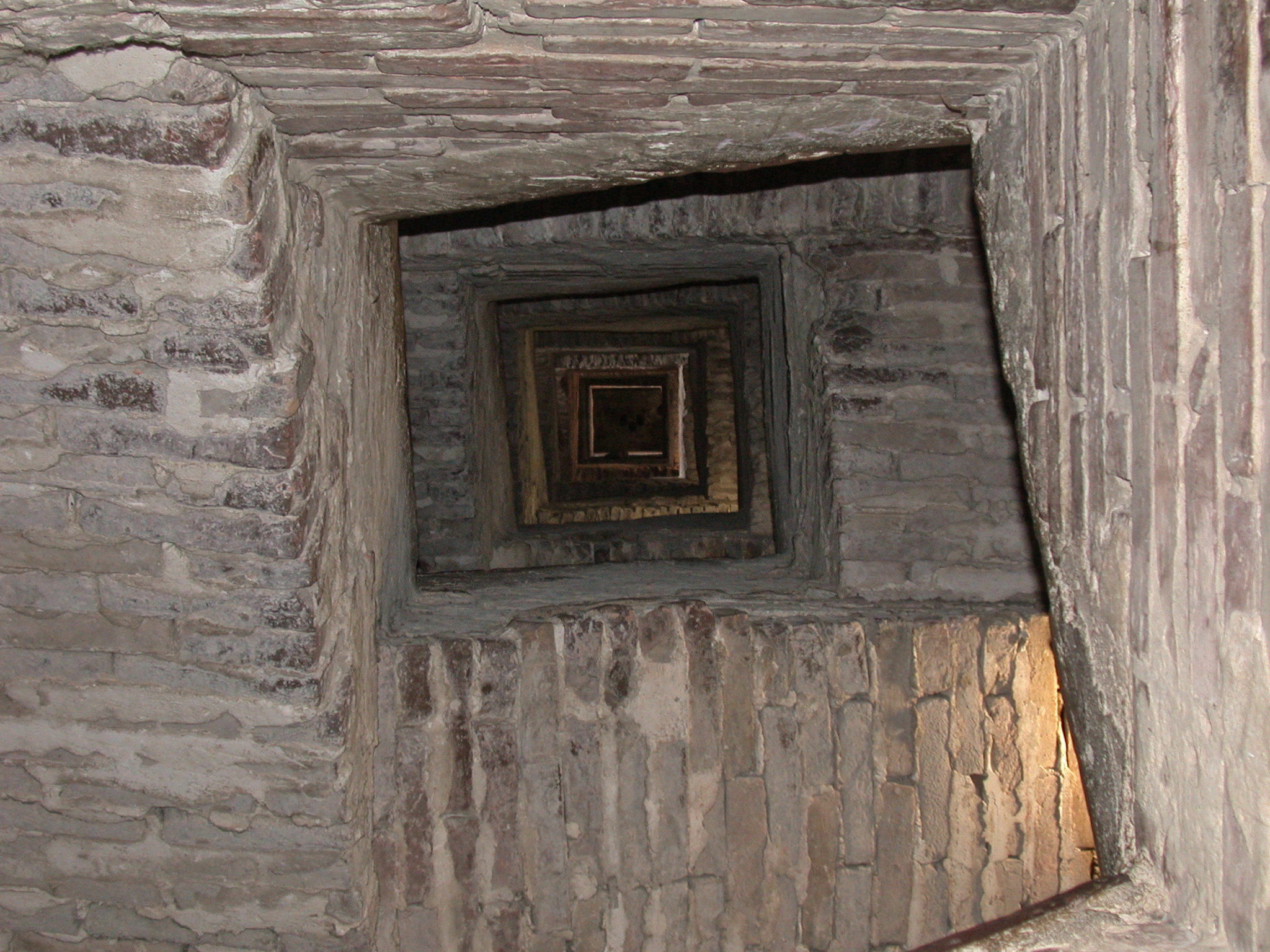
Escadaria interna da torre
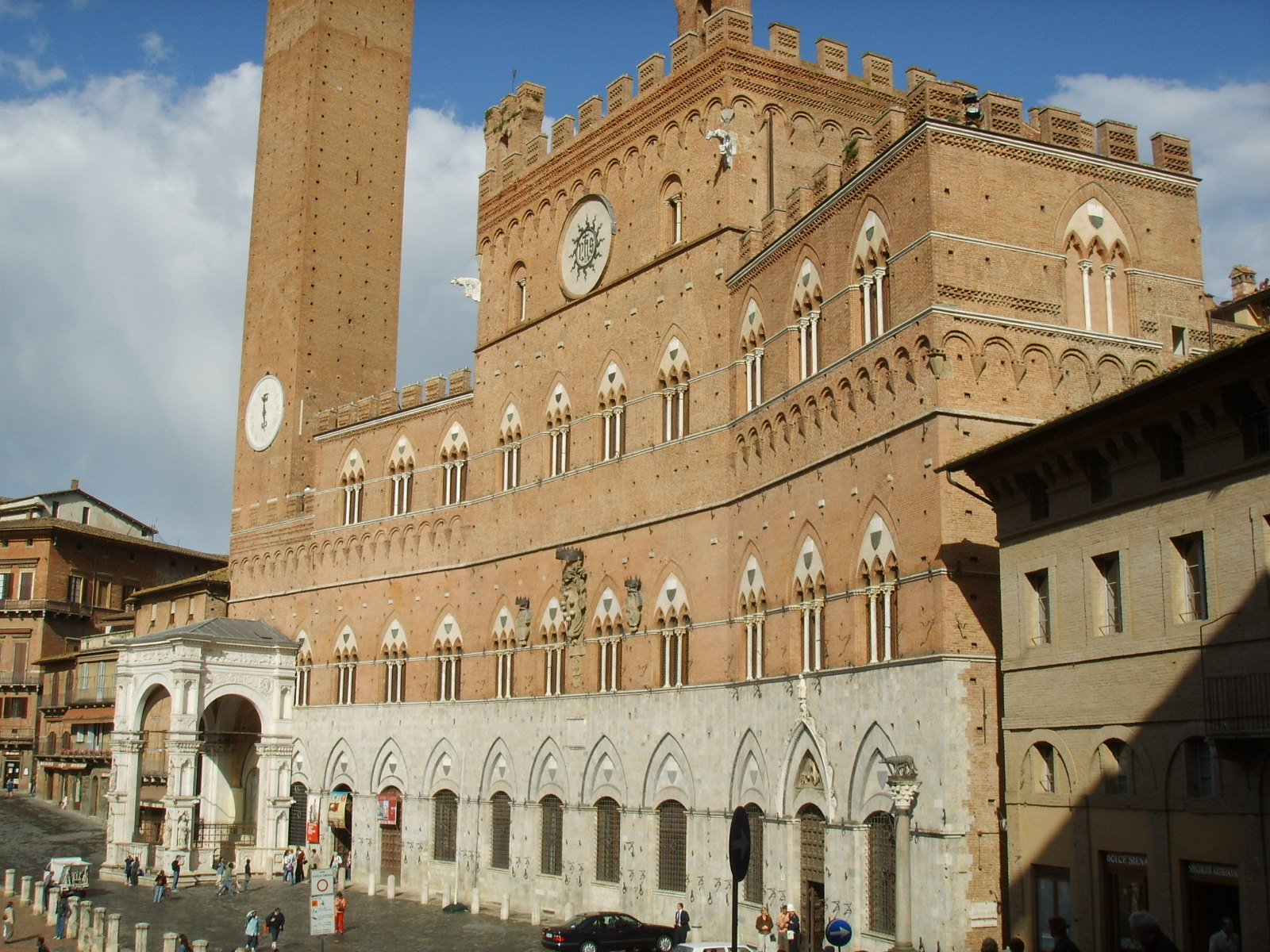
Vista geral do conjunto

### ACappella di Piazza

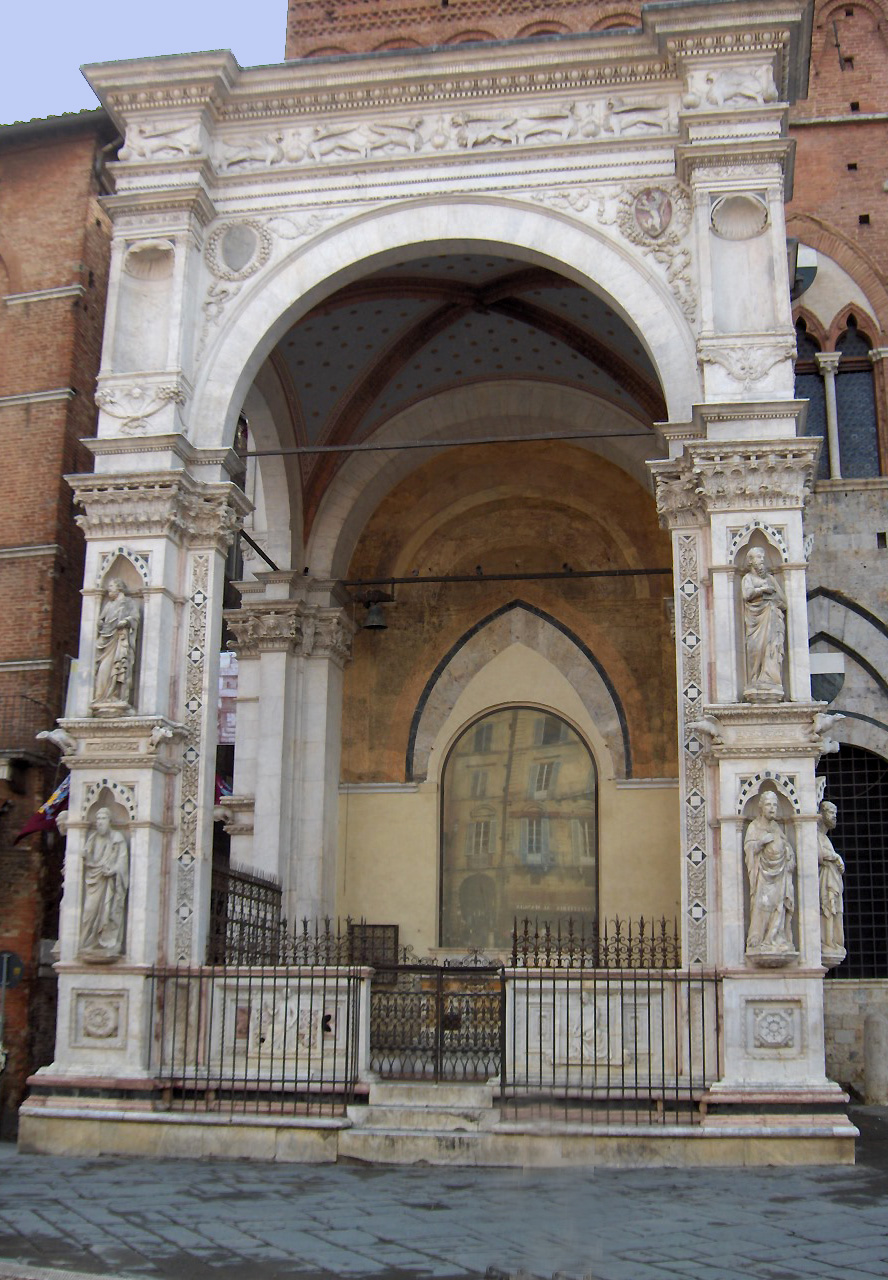
Aspecto frontal da Cappella di Piazza.

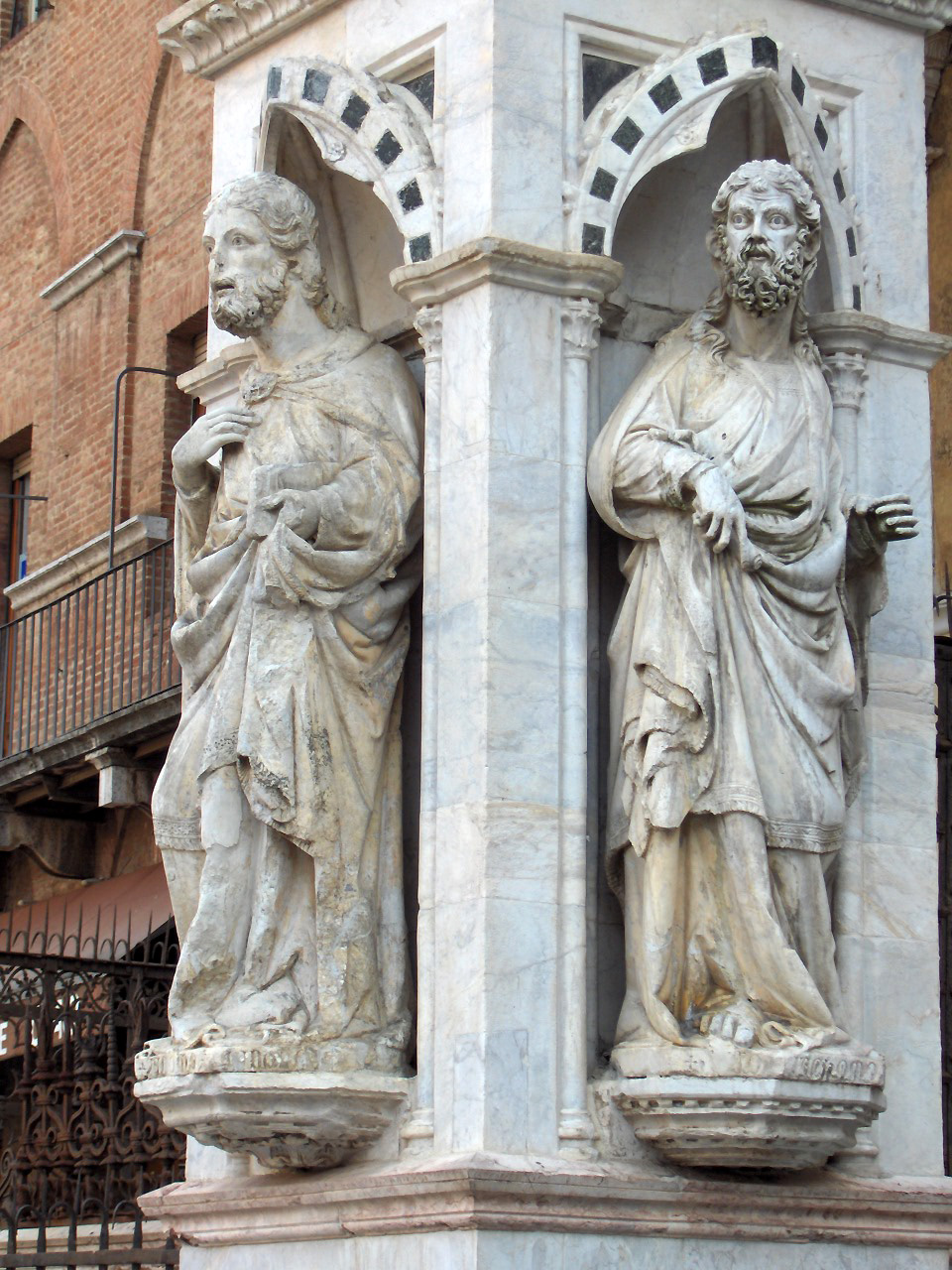
Estátuas na loggia.

A Cappella di Piazza é o tabernáculo em mármore que surge aos pés da Torre del Mangia, avançado em relação ao perfil do Palazzo Comunale.
Esta estrutura foi edificada em 1352 para agradecer à Virgem Maria o salvamento do perigo da peste negra que tinha atingido a cidade em 1348. 
A sua construção durou muito tempo: as pilastras de esquina foram reconstruídas várias vezes e assumiram a sua forma actual em 1376. As esculturas inseridas nos nichos góticos das pilastras foram executadas entre 1378 e 1382 por Mariano d'Angelo Romanelli e Bartolomeo di Tommé, dito Pizzino. 
O alpendre simples que aqui se apoiava foi substituido por Antonio Federighi, entre 1461 e 1468, por uma abóbada renascentista; ao mesmo autor se devem, também, as decorações bizarras e antiquadas do coroamento.
Sobre o altar, Giovanni Antonio Bazzi, dito Il Sodoma, afrescou, entre 1537 e 1539,  a Madonna con il Figlio e Dio Padre (Nossa Senhora com o Filho e Deus Pai), cujos restos se conservam actualmente no Museu Cívico onstalado no interior do Palazzo Pubblico.